# Kubra Khademi
Kubra Khademi, née en 1989 à Kaboul, est une artiste féministe afghane, peintre, plasticienne et performeuse, réfugiée à Paris. Elle est chevalière de l'ordre des Arts et des Lettres depuis 2016.

## Biographie
Kubra Khademi grandit dans une famille rurale de la province de Ghor,. Elle étudie les beaux-arts à l'université de Kaboul avant de fréquenter l'université nationale Beaconhouse à Lahore, au Pakistan, grâce à une bourse d'études. À Lahore, elle commence à créer des performances publiques, une pratique qu'elle poursuit à son retour à Kaboul, où son travail répond activement à une société dominée par une politique patriarcale extrême. Après avoir présenté sa pièce Armor en 2015, Khademi est contrainte de fuir l'Afghanistan en raison d'une fatwa et de menaces de mort. Réfugiée en France, elle obtient la nationalité française en 2020.
Aujourd'hui, elle vit et travaille à Paris. En 2016, Audrey Azoulay, ministre de la Culture, l'lélève au rang de chevalier de l'Ordre des Arts et des Lettres. Nommée aux Révélations Emerige en 2019 et lauréate 2020 du 1% marché de l'art de la Ville de Paris, Kubra Khademi est en résidence à la Fondation Fiminco à Romainville jusqu'en 2021 puis à l'International Studio & Curatorial Program (ISCP) grâce à la Fondation Salomon.
L'œuvre intitulée In the Realm présentée dans l'exposition est tirée de la série From the two-page book que l'artiste a réalisé en 2020. Ce grand format fait d'aplats de gouache rehaussés de feuilles d'or représente deux personnages dans une scène érotique. Les amants se caressent dans une posture qui tiendrait presque de l'acrobatie, et pourtant, leur expression figée et neutre, dessinant la sérénité d'un sourire à peine entamé, nous projette d'un seul coup dans une intimité frontale et apaisée, comme pour signifier la normalité de cette scène à laquelle nous somme conviés d'assister. Le dessin reste simple et la figuration flottante et sans perspectives, comme souvent dans les représentations persanes. En réalite, la scène représente le célèbre poète persan du XVIIIe siècle Djalâl ad-Dîn ruminant en compagnie de son amant. Kubra Khademi se joue délibérément de leur genre en leur donnant un corps féminin.

## Pratique

### Eternal trial (2015)
Eternal Trial est une performance vidéo qui consiste en un long plan de Khademi marchant dans un champ vide à Noyers, en France. Alors qu'elle se rapproche de la caméra, on découvre  qu'elle cueille des coquelicots sur une robe blanche et les jette dans le champ derrière elle.

### Armor (2015)
En 2015, Khademi s'est promenée dans une rue de Kaboul vêtue d'une armure métallique faite sur mesure qui mettait en valeur ses seins, ses fesses et son aine. Cette armure avait été réalisée à partir d'une ancienne gazinière, symbole des tâches domestiques. Sous l'armure, Khademi portait un hijab traditionnel. Bien que l'œuvre ait été initialement prévue pour durer vingt minutes, Khademi a été contrainte d'interrompre la performance après seulement huit minutes et de se réfugier dans la voiture d'un ami,,,,.
Le projet a été inspiré par les expériences personnelles de Kubra en matière de harcèlement, à la fois dans la rue particulière de Kaboul où elle a mis en scène l'œuvre, et en général depuis son enfance. Par ce projet, elle espérait s'attaquer au harcèlement sexuel auquel les femmes afghanes sont confrontées quotidiennement. Khademi a déclaré que la performance explorait sa vie en tant que femme et les limitations liées au fait d'être une femme en Afghanistan. Après la performance, Khademi a reçu de nombreuses menaces et messages abusifs. En conséquence, elle a été contrainte de fuir l'Afghanistan à pied et vit actuellement en exil en France. Pour Khademi, le résultat de son projet a mis en évidence les problèmes de patriarcat extrême et de déséquilibre social dans la société afghane.

### Kubra et les bonhommes piétons (2016)
Dans cette œuvre vidéo, Khademi se promène dans les rues de Paris habillé comme un panneau de passage piétons. À la place de la figure masculine verte ou rouge, le panneau affiche une figure féminine. Le costume se compose d'une robe noire et d'une boîte piétonne lumineuse apposée sur sa tête ; dans la pièce, on voit Khademi se tenir à côté des panneaux de signalisation et ajouter la figure féminine au paysage urbain.

### Peinture
Dans des peintures exposées à Paris en 2021, Khademi représente des femmes nues de façon impudique, comme cela était possible dans la tradition afghane, avant l'émergence du mouvement Taliban,. Ses gouaches s'inspirent des miniatures persanes. Selon Laure Adler et Camille Viéville, ces femmes qui « chevauchent des dragons, enfantent, se maquillent, montrent leurs fesses et leur sexe [...] racontent aussi un rapport à l'érotisme, empli d'humour, propre à la culture féminine d'Afghanistan ».

## Réception
Après avoir fui l'Afghanistan et s'être installée en France, Khademi a obtenu une bourse de MFA à l'université Panthéon-Sorbonne et a été décorée du grade de chevalière de l'ordre des Arts et des Lettres par le ministère de la Culture français.
Elle a été l'une des artistes vedettes de Walking Woomen (2016), présenté par le Walking Artists Network (en) à Somerset House à Londres

## Décoration
- Chevalier de l'ordre des Arts et des Lettres, 2016